# ウタガミ
『ウタガミ』は、一部のフジテレビ系列で特別番組として放送されたフジテレビ制作の音楽バラエティ番組である。制作局のフジテレビでは、2013年1月12日（土曜日）1:05 - 2:05（金曜深夜、JST）に『ゴールデンブレイク』枠で放送。

## 概要
綾小路翔が店長を務めるカラオケ店に、歌に自信とテクニックを持つ「ウタガミ」と呼ばれる芸能人たちが集まり、2チームに分かれてそれぞれのパフォーマンスを披露していた番組。他の歌謡番組とは違って「普通に歌ってはいけない」というルールがあり、番組が用意した特殊な歌い方をしなければならなかった。

## 出演者
MC
- 綾小路翔（氣志團）

アシスタント
- 高橋真麻（当時：フジテレビアナウンサー）

VIPチーム
- 藤本敏史（FUJIWARA）
- 松崎しげる
- 渡辺真知子
- 諸星和己
- 小野正利
- May J.
- 久住小春（当時：ドリーム モーニング娘。）

常連チーム
- 木下隆行（TKO）
- 大地洋輔（ダイノジ）
- エハラマサヒロ
- 久保田和靖（とろサーモン）
- 入江慎也（カラテカ）
- 古坂大魔王
- 篠崎愛（AeLL.）

## 放送内容・コーナー
全コーナーともに常連チームが先攻でVIPチームが後攻だった。
ハイキーバトル
キーが高い曲のメドレーによるバトル。
| 曲 | VIPチーム （松崎しげる&小野正利）   | 常連チーム （篠崎愛）              |
| -- | ----------------------------------- | ---------------------------------- |
| 1  | キセキ／GReeeeN                     | 会いたくて 会いたくて／西野カナ    |
| 2  | 愛をとりもどせ!!／クリスタルキング  | タマシイレボリューション／Superfly |
| 3  | スタートライン〜新しい風／馬場俊英  | フレンズ／レベッカ                 |
| 4  | シャイニン・オン 君が哀しい／ルック | ロマンスの神様／広瀬香美           |
| 5  | YAH YAH YAH／CHAGE&ASKA             |                                    |

大アレンジバトル
原曲を大きくアレンジしたものを歌うバトル。
| 曲 | VIPチーム （May J.）                              | 常連チーム （大地洋輔&エハラマサヒロ&入江慎也）                |
| -- | ------------------------------------------------- | -------------------------------------------------------------- |
| 1  | おどるポンポコリン／B.B.クィーンズ （バラード調） | マル・マル・モリ・モリ!／薫と友樹、たまにムック。 （ロック調） |

合いの手バトル
カラオケでは定番となっている合いの手を入れた代表者が歌を歌って競う。またこのコーナーのみ、松崎しげるが常連チームに特別参加した。
| 曲 | VIPチーム （諸星和己）                 | 常連チーム （松崎しげる） |
| -- | -------------------------------------- | ------------------------- |
| 1  | 恋愛レボリューション21／モーニング娘。 | 愛のメモリー／松崎しげる  |

ハイスピードバトル
カラオケ機器に搭載されている速度を調整できる機能を使い、原曲がだんだん速くなるものを歌っていた。
| 曲 | VIPチーム （諸星和己&久住小春） | 常連チーム （エハラマサヒロ&木下隆行） |
| -- | ------------------------------- | -------------------------------------- |
| 1  | 気分上々↑↑／mihimaru GT         | ミスター／KARA                         |
| 2  |                                 | 睡蓮花／湘南乃風                       |

大アレンジバトル Part2
| 曲 | VIPチーム （May J.）      | 常連チーム （エハラマサヒロ）  |
| -- | ------------------------- | ------------------------------ |
| 1  | 雪國／吉幾三 （ロック調） | ultra soul／B'z （バラード調） |

## 放送局
| 放送対象地域 | 放送局         | 系列           | 放送日時                           | 備考                                  |
| ------------ | -------------- | -------------- | ---------------------------------- | ------------------------------------- |
| 関東広域圏   | フジテレビ     | フジテレビ系列 | 2013年1月11日（金曜）25:05 - 26:05 | 製作局 『ゴールデンブレイク』枠で放送 |
| 北海道       | 北海道文化放送 | フジテレビ系列 | 2013年2月17日（日曜）24:45 - 25:45 |                                       |
| 石川県       | 石川テレビ     | フジテレビ系列 | 2013年2月24日（日曜）24:25 - 25:25 | 『ニューカマーズ』枠で放送            |
| 静岡県       | テレビ静岡     | フジテレビ系列 | 2013年4月14日（日曜）25:30 - 26:30 |                                       |
| 中京広域圏   | 東海テレビ     | フジテレビ系列 | 2013年4月7日（日曜）25:55 - 26:55  |                                       |
| 広島県       | テレビ新広島   | フジテレビ系列 | 2013年4月4日（木曜）25:30 - 26:30  |                                       |
| 福岡県       | テレビ西日本   | フジテレビ系列 | 2013年6月9日（日曜）25:25 - 26:25  |                                       |
| 宮崎県       | テレビ宮崎     | FNS・NNS・ANN  | 2013年4月14日（日曜）25:20 - 26:20 |                                       |